# Moj krvavi Dan zaljubljenih (film iz 2009)
Moj krvavi dan zaljubljenih (engl. My Bloody Valentine 3D) je rimejk istoimenog horor filma iz 1981. režisera Patrika Lusijea (engl. Patrick Lussier). U glavnim ulogama su Džensen Akls i Džejmi King. Film je snimljen u 3 D tehnici; Posle premijere film je izdat i na DVD-u i na Blu reju 19. maja 2009.

## Radnja
Tom se vraća u svoj rodni grad posle deset godina, na desetu godišnjicu strašnog masakra. U noći Dana zaljubljenih je ubijeno 22 ljudi. Godinu dana ranije se desila nesreća i u rudniku, gde su rudari stradali. Tom se našao u situaciji, da se umesto odmora kod kuđe mora braniti optužbe. On postaje glavni osumnjičeni za ubistva, jedino njegova stara ljubav veruje da nije on ubica.

## Uloge
- Džensen Akls kao Tom Haniger[3]
- Džejmi King kao Sara Palmer[4]
- Ker Smit kao Aksel Palmer
- Betsi Ru kao Ajrin
- Edi Gategi kao zamenik Martin
- Tom Atkins kao šerif Berk
- Kevin Taj kao Ben Foli
- Megan Bun kao Megan
- Karen Bom kao zamenik Feris
- Džoj de la Paz kao Roza
- Mark Makoli kao Rigs
- Tod Farmer kao kamiondžija Frenk
- Džef Hokendoner kao Red
- Ričard Džon Valters kao Hari Vorden

## Produkcija
Film je snimljen u zapadnoj Pensilvaniji. Snimanje je počelo 11. maja 2008. 13 dana su snimali u rudniku Film je snimljen digitalnom tehnikom. Ovaj film je prvi koji je snimljen u žanru horor filma koji nije preporučen gledaocima mlađim od 17 godina (to je tzv: engl. R-rated film)

## Kritički odjek
Film je dobio različite kritike, koje su ipak pozitivnije u odnosu na original iz 1981.

### Zarada
Prve nedelje je zaradila 24,1 milliona dolara, i u prvom vikendu je bio treći najunosniji film.

## Spoljašnje veze
- Званични веб-сајт
- Moj krvavi dan zaljubljenih  на веб-сајту  (језик: српски)
- My Bloody Valentine 3D на веб-сајту  (језик: енглески)
- My Bloody Valentine 3D на веб-сајту  (језик: енглески)
- My Bloody Valentine 3D на веб-сајту  (језик: енглески)
- Moj krvavi Dan zaljubljenih на веб-сајту  (језик: енглески)
- My Bloody Valentine 3D на веб-сајту  (језик: енглески)
- Movie's Trailers
- RealD website